# Otmar Schober

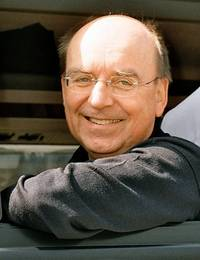
Otmar Schober

Otmar Hubert Schober (* 15. Februar 1948 in Bad Rothenfelde/Strang) ist ein deutscher Nuklearmediziner, Forscher und Hochschullehrer sowie katholischer Ständiger Diakon.

## Leben

### Familie
Otmar Schober wuchs in Osnabrück als zweiter Sohn des Regierungsdirektors Oskar Schober und seiner Frau Ursula, geborene Friemel, auf. Seine Eltern waren 1946 aus Gläsendorf, Grafschaft Glatz (Niederschlesien) und Sternberg (Nordmähren) vertrieben worden, was seine Kindheit maßgeblich prägte. Schober ist verheiratet und hat drei Kinder.

### Ausbildung
Er besuchte das Gymnasium Carolinum in Osnabrück und nach dem Umzug der Familie nach Hannover die dortige Schillerschule, an der er 1966 das Abitur ablegte. Danach plante er zunächst ein Maschinenbaustudium, das er durch Praktika bei der Hanomag in Hannover und bei der Austin Motor Company in Birmingham, Großbritannien, vorbereitete. Als er feststellte, dass seine Begabungen eher in der Theorie liegen, studierte er Physik an der Technischen Universität Hannover, machte seine Diplomarbeit bei Herbert Welling und promovierte dort 1973 beim späteren Nobelpreisträger Gerhard Ertl. Ihm folgte er 1973 zu wissenschaftlichen Studien an die Ludwig-Maximilians-Universität nach München.
Anschließend studierte er Medizin an der Johann Wolfgang Goethe-Universität in Frankfurt am Main, der Medizinischen Hochschule Hannover (MHH) und der Royal Postgraduate Medical School in London. In Hannover schrieb er 1979 seine zweite Dissertation in der Abteilung Nuklearmedizin und spezielle Biophysik bei Heinz Hundeshagen. 1981 folgte die Habilitation im Bereich Experimentelle Nuklearmedizin und 1986 die Ernennung zum apl. Professor für Nuklearmedizin an der MHH.

### Hochschullehrer und Forscher in Münster
1988 wurde er als Ordinarius und Direktor der Klinik und Poliklinik für Nuklearmedizin der Westfälischen Wilhelms-Universität in Münster berufen. 1994 bis 1998 war er dort Prorektor für Forschung und wissenschaftlichen Nachwuchs und Vertreter des Rektors. In diesen Funktionen konnte er eine wesentliche Intensivierung der Forschung an der Universität über die Initiierung von Sonderforschungsbereichen und auch eine Verbesserung der personellen und technischen Ausstattung, z. B. durch Einrichtung eines Zentrums für Molekulare Bildgebung (mit Positronen-Emissions-Tomographie), erreichen. Zudem war er Gründungsmitglied und zwischen 1993 und 2011 mehrfach, insgesamt 8 Jahre, Vorsitzender des Herzzentrums.
Von 2002 bis 2010 hatte er den Vorsitz der Ethikkommission der Ärztekammer Westfalen-Lippe sowie der Medizinischen Fakultät der Westfälischen Wilhelms-Universität inne.
Von 2005 bis 2013 war er Sprecher des Sonderforschungsbereichs (SFB 656) „Molekulare kardiovaskuläre Bildgebung“. Im Oktober 2006 gründete er das "Europäische Institut für Molekulare Bildgebung (EIMI, European Institute for Molecular Imaging)". Von 2012 bis 2013 war er Principal Investigator im Excellence Cluster Cells in Motion (CiM).
Otmar Schober ist und war Herausgeber und Mitherausgeber mehrerer internationaler wissenschaftlicher Zeitschriften. So war er mehr als 15 Jahre lang, davon von 1999 bis 2009 alleiniger, "Editor in Chief" der Zeitschrift für Nuklearmedizin.

### Sonstiges
Otmar Schober engagiert sich für zahlreiche Sozialprojekte im Heiligen Land und ist Mitglied im Deutschen Verein vom Heiligen Lande. 2007 wurde Schober vom Kardinal-Großmeister Carlo Kardinal Furno zum Ritter des Ritterordens vom Heiligen Grab zu Jerusalem ernannt und am 6. Oktober 2007 durch Reinhard Kardinal Marx, Großprior der deutschen Statthalterei investiert.
Schober wurde am 22. November 2015 im St.-Paulus-Dom in Münster nach einer vierjährigen theologischen Ausbildung am Münsteraner Institut für Diakonat und Pastorale Dienste (IDP) durch Bischof Felix Genn zum Ständigen Diakon geweiht. Er übt sein Diakonat hauptsächlich in der Pfarrei Liebfrauen-Überwasser in Münster aus.
Zusammen mit seiner Frau Anna Schober ist er Gründer der Schoberstiftung, einer Organisation für christliche Hospizarbeit, die sich für Schwerstkranke und Sterbende engagiert.

## Veröffentlichungen (Auswahl)
- Nuklearmedizin, Basiswissen und klinische Anwendung (mit Harald Schicha), Schattauer Verlag, 2013, 7. Auflage, ISBN 978-3-7945-2889-9.
- Wann ist der Mensch tot? Die Unsicherheit um den Hirntod (mit Klaus Hampel, Hansdetlef Wassmann und Wolfram Höfling), Akademie Franz Hitze Haus, Münster 1997, ISBN 3-930322-12-9.
- Nuklearmedizinische In-vivo-Untersuchungen. Klinische Qualitätskontrolle, Schattauer Verlag, Stuttgart 1997, ISBN 3-7945-1641-9.
- Nuklearmedizin (mit Udalrich Büll, Harald Schicha, Hans-Jürgen Biersack, Wolfram H. Knapp, Christoph Reiners), Thieme Verlag Stuttgart 2001, ISBN 3-13-128123-5.
- Empfehlungen zur Qualitätskontrolle in der Nuklearmedizin (mit Jörg Eckardt, Lily Geworski, Hartmut Lerch, Christoph Reiners), Schattauer Verlag, Stuttgart 2009, ISBN 978-3-7945-2572-0.
- Cardio-Visionen 2004 (mit Jürgen Schrader), Ferdinand-Schöningh-Verlag, Paderborn 2005, ISBN 3-506-72968-3.
- Freiheit und Bindung der medizinischen Forschung (mit Peter Hucklenbroich und Ludwig Siep), LIT-Verlag, Münster 2006, ISBN 3-8258-8154-7.
- PET-CT (mit Walter Heindel), Thieme-Verlag, Stuttgart 2008, ISBN 978-3-13-143221-6.
- PET-CT Hybrid Imaging (mit Walter Heindel), Thieme-Verlag, Stuttgart 2010, ISBN 978-3-13-148861-9.
- Molecular Imaging in Oncology (mit Burkhard Riemann), Springer-Verlag (Berlin Heidelberg), 2013, ISBN 978-3-642-10852-5 – 2nd edition. (mit Fabian Kiessling und Jürgen Debus), Springer Nature 2020, ISBN 978-3-030-42618-7.

## Auszeichnungen und Mitgliedschaften
- 1974: Liebig-Stipendiat
- 1974: Stipendiat der Studienstiftung des deutschen Volkes (bis 1979)
- 1986: Vertrauensdozent der Studienstiftung des deutschen Volkes (bis 2011)
- 1987: Johann-Georg-Zimmermann-Förderpreis für Krebsforschung
- 1994: Mitglied des Kuratoriums der Ernst-Jung-Stiftung Hamburg (bis 2002)
- 1994: Mitglied des Komitees für den Wilhelm-Conrad-Röntgen-Preis der Deutschen Röntgengesellschaft (bis 1998)
- 1994: Prorektor für Forschung und wissenschaftlichen Nachwuchs, Vertreter des Rektors, Westfälische Wilhelms-Universität Münster (bis 1998)
- 1996: Mitglied der Nordrhein-Westfälischen Akademie der Wissenschaften und der Künste
- 1996: Kongresspräsident der Deutschen Gesellschaft für Nuklearmedizin, Münster
- 1997: Universitäts-Medaille der Jagiellonen-Universität Krakau, Polen
- 1998: Mitglied des Kuratoriums der Deutschen Röntgengesellschaft (bis 2006)
- 2003: Vorsitz des Wissenschaftlichen Kuratoriums des Fördervereins der Westfälischen Wilhelms-Universität Münster (bis 2010)
- 2004: Stiftung und Vorstand (bis 2023) der Schoberstiftung, Stiftung für christliches Hospizarbeit
- 2004: Delegate der Union der deutschen Akademien der Wissenschaften, (InterAcademy Partnership for Policy, Health, Science)
- 2004: Sprecher des Sonderforschungsbereiches, SFB 656: MoBil – Molekulare kardiovaskuläre Bildgebung (bis 2013)
- 2006: Mitglied von acatech (Deutschen Akademie der Technikwissenschaften)
- 2007: Gründung des European Institute for Molecular Imaging (EIMI)
- 2007: Aufnahme in den Ritterorden vom Heiligen Grab zu Jerusalem
- 2010: Präsident der Japanese German Radiological Affiliation (bis 2012)
- 2012: Beirat der Görres-Gesellschaft
- 2012: Ehrenmitglied der Deutschen Gesellschaft für Nuklearmedizin
- 2013: Bundesverdienstkreuz am Bande des Verdienstordens der Bundesrepublik Deutschland[4]
- 2014: Ehrenmitglied der Deutschen Röntgengesellschaft
- 2014: Goldene Ehrennadel der Ärztekammer Westfalen-Lippe[5]
- 2016: Distinguished Pioneer der Österreichischen Gesellschaft für Nuklearmedizin und Molekulare Bildgebung
- 2017: Ehrenmitglied der Rheinisch-Westfälischen Gesellschaft für Nuklearmedizin[6]
- 2019: Vizepräsident und Sekretar der Klasse für Naturwissenschaften und Medizin der Nordrhein-Westfälischen Akademie der Wissenschaften und der Künste[7] (bis 2023)
- 2023: Mitglied der Historischen Kommission der Deutschen Röntgengesellschaft